# Polybe de Cos
Pour les articles homonymes, voir Polybe (homonymie).
Polybe de Cos est un médecin grec, disciple et gendre d’Hippocrate.
Il est l'auteur possible de plusieurs écrits du Corpus hippocratique :  Sur la nature de l’homme (Περί φύσιος ανθρώπου  (Peri phusios anthropon)) serait le plus sûr mais on le trouve nommé aussi de manière plus contestable comme auteur de Fœtus de huit mois,, Sur le régime des gens en santé (Περί Διαίτης Υγιεινής  (Peri diaithes hugienes)), Sur les affections.
C'est dans le traité sur la nature de l'homme qu'est exposée la théorie des quatre humeurs — sang, phlegme, bile noire et bile jaune — habituellement attribuée à Hippocrate.
Ce fut lui qui fonda, avec Thessale et Dracon, ses beaux-frères, l’école dogmatique en médecine